# 好想見你 好想見你
《好想見你 好想見你》（会いたくて 会いたくて）是日本的女歌手西野加奈的第10張單曲，在2010年5月19日由SME Records Inc.發售。

## 概要
- 「好想見你 好想見你」是GemCEREY的電視廣告歌曲。
- B面曲「LOVE IS BLIND」是「イオン 2010 Yukata & Mizugi 折價券」的電視廣告歌曲
- 此單曲有2個版本，分別有「初回限定盤」和「通常盤」。
- 在5月31日於公信榜單曲週排行榜取得第2位，是西野加奈出道以來銷量排名最高的單曲。
- 在5月18日、25日於RIAJ付費音樂下載榜週排行榜取得第1位，繼「Best Friend」後第4張RIAJ付費音樂下載榜每周銷量排名第一的單曲。
- 此外，A面曲「好想見你 好想見你」於RIAJ數位單曲，手機片段下載和全曲下載拿下百萬（100萬）銷量，而B面曲「LOVE IS BLIND」於全曲下載拿下金（10萬）銷量

## 收錄內容
1. 好想見你 好想見你
（作詞：Kana Nishino, GIORGIO13 / 作曲・編曲：GIORGIO CANCEMI）
2. LOVE IS BLIND
（作詞：Kana Nishino / 作曲・編曲：HIRO(Digz,inc)）
3. Grab Bag
（作詞：Kana Nishino, Sachiyo Matsuoka / 作曲：DJ Mass(VIVID Neon*), EXXXIT, Kana Nishino / 編曲：VIVID Neon*, EXXXIT）